# Bañalbufar
Bañalbufar (oficialmente en catalán: Banyalbufar) es una localidad y municipio español de la comunidad autónoma de Islas Baleares. Situado en el suroeste de la comarca de la Sierra de Tramontana, en la isla de Mallorca, está abierto al mar desde el Puerto del Canonge hasta el Racó de S'Algar. Dista 24.6 km de Palma de Mallorca.

## Geografía
El municipio de Bañalbufar tiene un área de 18,1 km² en plena sierra de Tramontana, junto a la carretera Ma-10 que une Pollensa con Andrach. El término incluye cuatro pequeñas montañas, siendo la Mola de Planícia la más alta con 942 m, y Sa Talaia con solo 309 m la más baja. En Bañalbufar puede llover en cualquier momento del año, aunque el mes más seco es julio (con una media de 10,1 l/m²). El mes más lluvioso es octubre con una media de 80,9 l/m². La mayor tromba de agua caída en Bañalbufar fue el 10 de junio de 1975 donde se registraron 170 l/m².

## Historia
Tras la conquista de Mallorca por Jaime I en 1229, el pueblo de Bañalbufar fue otorgado a los caballeros Gilabert de Cruïlles y Ramon Sa Clusa. A partir de esta fecha se implanta un régimen señorial en este valle: la Baronía de Bañalbufar. El señor de la Baronía tenía jurisdicción civil y criminal sobre los habitantes de sus dominios.
La agricultura fue la ocupación casi exclusiva de los habitantes de esta zona, aunque también se pescaba como complemento a las labores agrícolas. No hay industria alguna en la zona. La viña de Bañalbufar fue famosa por la malvasía, pero su cultivo se abandonó. Anteriormente el municipio era una gran viña. Se cultivaban unas 2000 vides, exclusivamente para la producción de malvasía. El vino fue muy favorecido por el Reino de Aragón tras la conquista de la isla. Actualmente hay planes para la recuperación de este cultivo.
Como en toda la costa mallorquina, en los puntos costeros más altos se construyeron las atalayas de observación para avisar de la llegada de corsarios. Dentro del pueblo también se construyeron torres de defensa para protegerse de los piratas. La torre de Verger, restaurada por completo, permite conocer este tipo de construcción.

## Demografía
Bañalbufar cuenta con una población de 577 habitantes (INE 2024).
| Gráfica de evolución demográfica de Bañalbufar entre 1842 y 2021 |
| |
| Población de derecho según los censos de población del INE. Población de hecho según los censos de población del INE.En estos censos se denominaba Bañalbufar: 1842, 1857, 1860, 1877, 1887, 1897, 1900, 1910, 1920, 1930, 1940, 1950, 1960, 1970, 1981 y 1991. |

| Entidad de población | Habitantes (2005)¹ |
| -------------------- | ------------------ |
| Bañalbufar           | 478                |
| Puerto del Canonge   | 62                 |
| Son Coll             | 28                 |

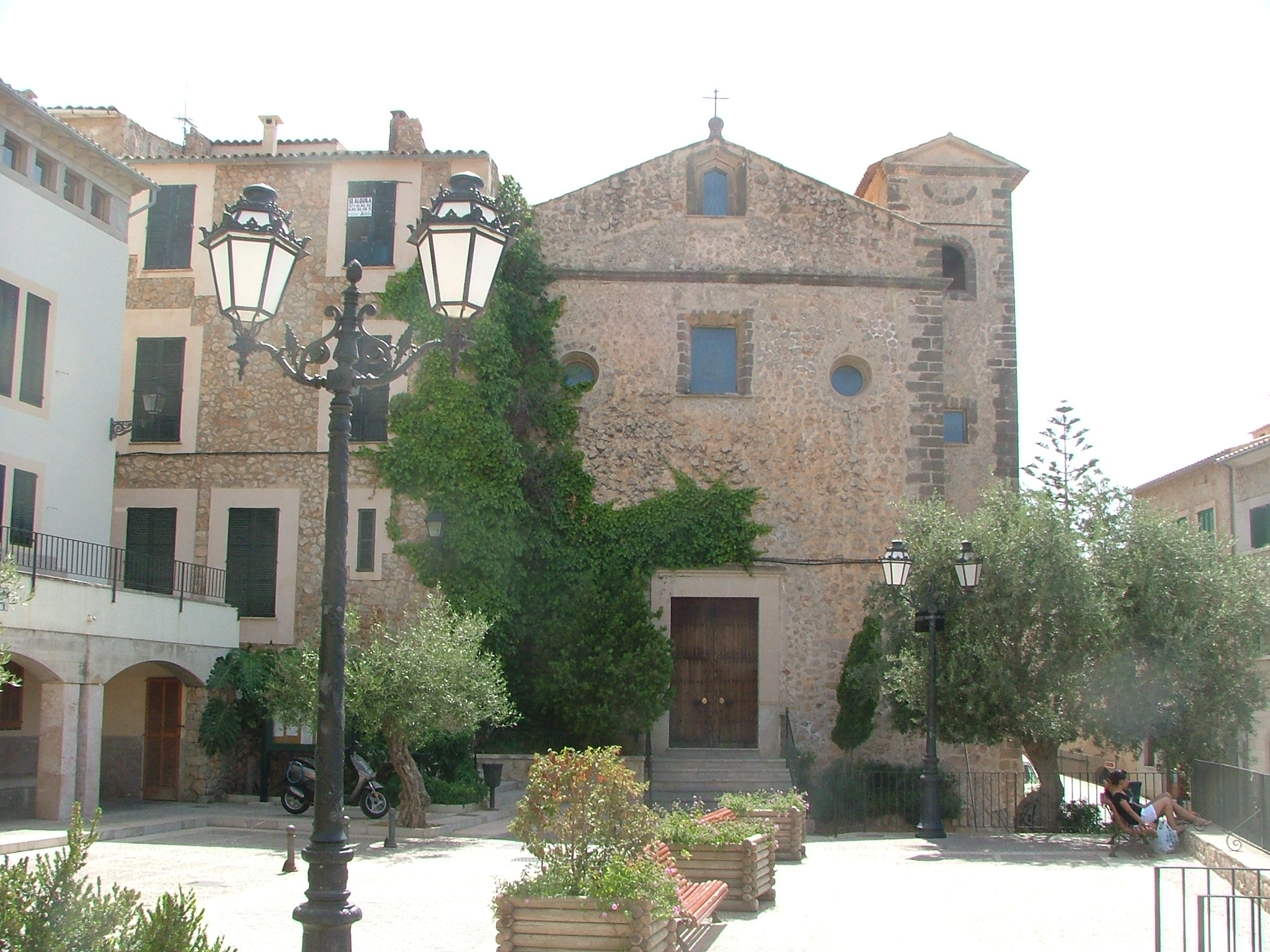
Iglesia Parroquial de la Natividad de María

¹ Información del Instituto Nacional de Estadística de España
En la tabla siguiente se muestra la evolución poblacional de este municipio.
|         | 1996 | 2001 | 2002 | 2003 | 2004 | 2005 |
| ------- | ---- | ---- | ---- | ---- | ---- | ---- |
| TOTAL   | 520  | 534  | 558  | 584  | 570  | 568  |
| Hombres | 266  | 284  | 293  | 317  | 314  | 321  |
| Mujeres | 254  | 250  | 265  | 267  | 256  | 247  |

Fuente: Instituto Balear de Estadística

## Administración y política
| Periodo   | Nombre           | Partido                                                               |
| --------- | ---------------- | --------------------------------------------------------------------- |
| 1979-1983 | Jaume Tomàs Font | Unión de Centro Democrático (UCD)                                     |
| 1983-1987 | Jaume Tomàs Font | Unión Mallorquina (UM)                                                |
| 1987-1991 | Jaume Tomàs Font | Unión Mallorquina (UM)                                                |
| 1991-1995 | Jaume Tomàs Font | Partido Popular-Unión Mallorquina (PP-UM)                             |
| 1995-1999 | Antoni Mora Vich | Independientes por Bañalbufar (IB)                                    |
| 1999-2003 | Manuel Romero    | Independientes por Bañalbufar-Partido Socialista de Mallorca (IB-PSM) |
| 2003-2007 | Mateu Ferrà      | Unión Mallorquina (UM)                                                |
| 2007-2011 | Mateu Ferrà      | Unión Mallorquina (UM)                                                |
| 2011-2015 | Mateu Ferrà      | Convergencia por las Islas (CxI)                                      |
| 2015-2019 | Mateu Ferrà      | Propuesta por las Islas (El PI)                                       |
| 2019-2023 | Mateu Ferrà      | Propuesta por las Islas (El PI)                                       |

## Monumentos y lugares de interés

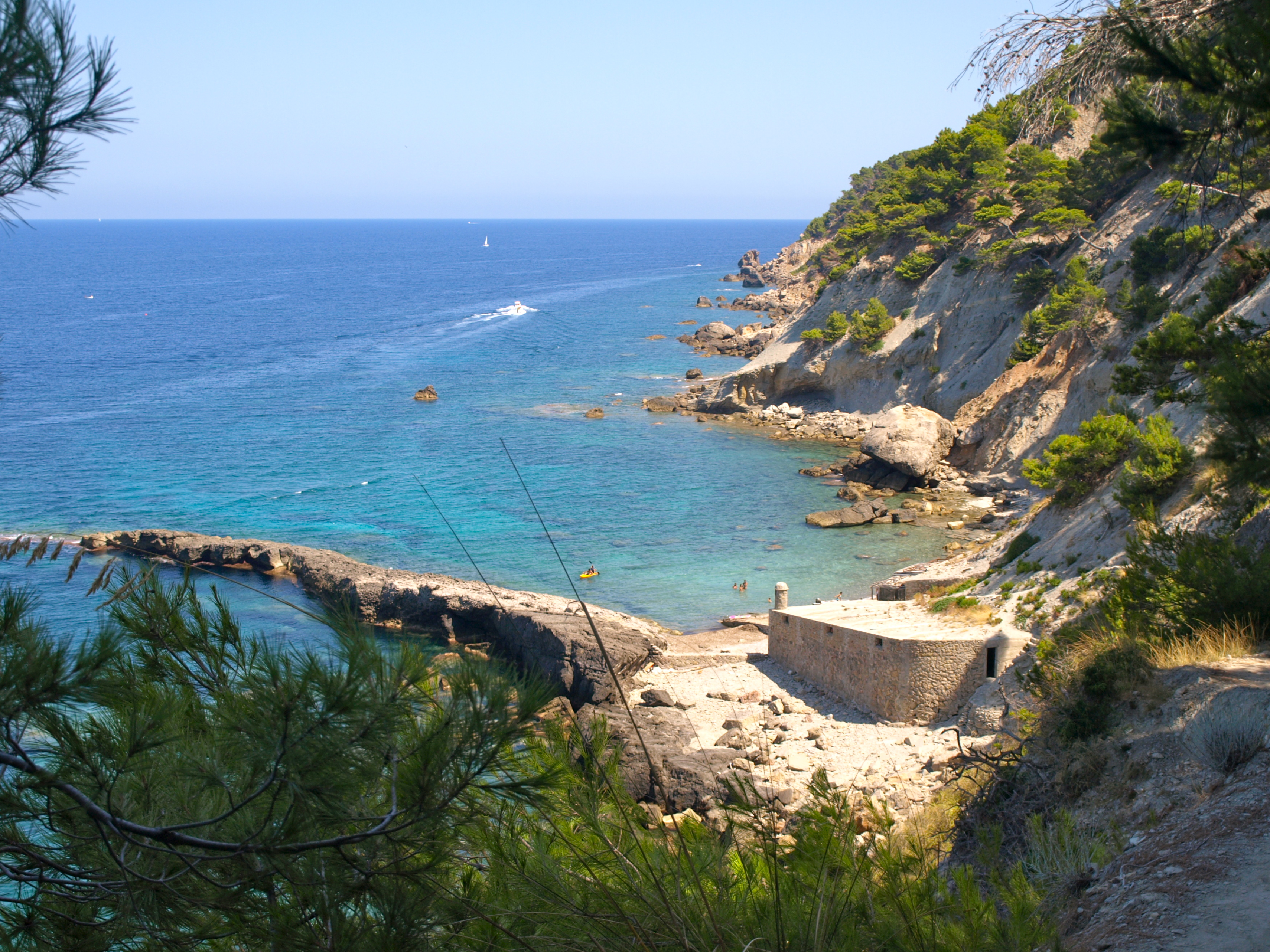
Camino de Punta Galera

En el centro del municipio se encuentra la posesión de La Baronía. El Café Bellavista hace honor a su nombre ofreciendo una hermosa vista de la costa desde su terraza. La torre de vigilancia costera conocida como Torre de ses ànimes ofrece unas magníficas vistas sobre el mar. La pequeña cala de Banaylbufar sólo es accesible a pie mediante una escalera. También hay que resaltar la cooperativa de Bañalbufar, dedicada a la recuperación y la elaboración del mítico vino blanco de Malvasia.

### Playas
Las playas y calas de Bañalbufar son: Cala Bañalbufar, Es Corral Fals, Sa Galera, Son Buñola y Puerto del Canonge.

### Rutas a pie

#### Sa Volta des General[10]

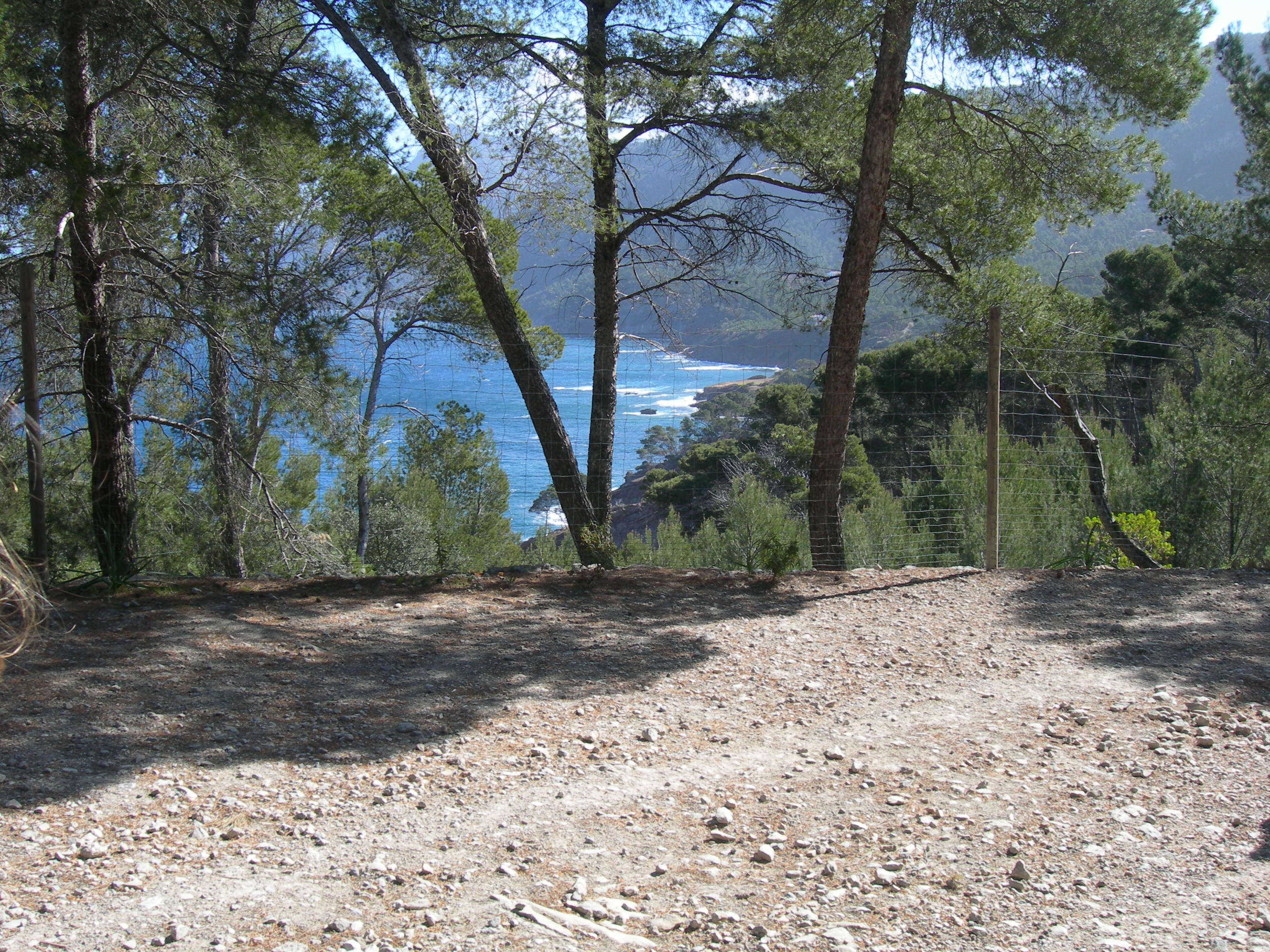
Sa Volta des General con vistas al mar

Entre las rutas a pie que se pueden hacer destaca la que, partiendo de la carretera Ma-10, acaba en la playa del Puerto del Canonge. Es una ruta que discurre entre bosques de pinos y, más adelante, entre formaciones rocosas. Es una ruta de dificultad moderada por un camino rural con bastantes desniveles, de una hora de duración aproximadamente, que se encuentra señalizado con balizas naranjas. Al llegar al Puerto del Canonge, se pueden ver las casetas de pescadores.
Tradicionalmente, este camino se denominaba Camí des Carabineros (Camino de los carabineros) o Cami de Baix de Son Bunyola (Camino de abajo de Son Buñola) aunque en la actualidad se le conoce como Sa Volta des General, nombre que se ha generalizado gracias a su uso en guías turísticas y de excursionismo. El nombre proviene de la curva de la carretera Bañalbufar-Esporlas (Ma-10) donde se inicia el camino, en cuyas inmediaciones un antiguo militar tenía una propiedad.
Como precauciones a tener en cuenta en la realización de la ruta están el uso de calzado adecuado, el tener cuidado con las piedras sueltas y alejarse de los acantilados. También es conveniente llevar bastantes líquidos, ya que en el recorrido no hay agua potable y, especialmente en el camino de vuelta cuesta arriba, se hace bastante necesaria.

### Plazas hoteleras
En este municipio hay tres hoteles y dos hoteles de interior ofreciendo un total de 190 habitaciones, así como un hostal rural.